# Clarence Becton
Clarence Becton (* 16. Dezember 1933 in Mississippi; † 24. Juni 2022 in Amsterdam) war ein amerikanischer Schlagzeuger des Modern Jazz.

## Leben und Wirken
Becton wuchs ab seinem zwölften Lebensjahr in Buffalo auf, wo er ab seinem neunzehnten Lebensjahr Schlagzeug spielte und unter anderem mit Pete Johnson, Don Menza, Don Ellis und Wade Legge arbeitete. Im Royal Arms Club begleitete er durchreisende Solisten wie Coleman Hawkins, Clark Terry und Jon Hendricks, mit dem er dann durch Nordamerika tourte. 1969 zog er nach München, wo er im Domicile arbeitete. Er spielte mit Pony Poindexter, Benny Bailey, Slide Hampton, Lucky Thompson, Dusko Goykovich und mit Mal Waldron, mit dem er auch das erste ECM-Album Free at Last aufnahm. 1970 kehrte er in die Staaten zurück, wo er mit Thelonious Monk, Bobby Hutcherson, Ernestine Anderson, Woody Shaw,  Joe Henderson und anderen arbeitete. 1979 ging er mit Earl Hines  auf eine internationale Tournee, nach der er in New York City mit  Joe Albany, Jon Hendricks, Pepper Adams, Arthur Rhames und Slide Hampton spielte. 1981 siedelte er nach Europa über, wo er mit Benny Bailey, Charles Green, Wilbur Little, Keshavan Maslak, Horace Parlan und dem Quintett von Dusko Goykovich und Joe Haider auftrat. Er ließ sich in Amsterdam nieder und lehrte am Koninklijk Conservatorium Den Haag. Seit 1982 arbeitete er mit Rachel Gould (The Dancer, More of Me), Arnold Clos, Deborah Brown, Joe Malinga, Curtis Clark, Mola Sylla, Victor Kaihatu und Gylan Kain. Mit Burton Greene und Tjitze Vogel tourte er mehrfach durch Europa; auch mit Abdullah Ibrahim tourte er. In den Niederlanden regte er den Bau eines faltbaren Schlagzeugs an, das er mit dem Fahrrad transportieren konnte.

## Diskographische Hinweise
- Mal Waldron Free At Last (ECM 1969, mit Isla Eckinger)
- Dusko Goykovich As Simple As It Is – Live at the Domicile Munich (MPS 1970, mit Ferdinand Povel, Larry Vuckovich, Isla Eckinger)
- Michael White Father Music, Mother Dance (Impulse! 1974)
- Lebombo Nabakitsi (BVHaast 1995, mit Sean Bergin u. a.)
- Benny Bailey I Thought about You (Laika 1996, mit Frank Wunsch, Fritz Krisse, Wayne Bartlett)